# 渋川義満
渋川 義満（しぶかわ よしみつ）は、戦国時代の武将。備後国小童山城主。父は渋川義正。母は毛利弘元の次女で、毛利元就の異母妹にあたる八幡新造。

## 生涯
渋川氏は足利氏の支流であるばかりでなく、室町幕府2代将軍・足利義詮の正室・幸子の生家でもあり、足利氏一門の中でも将軍家の家族として遇された名門である。
足利一門で備後国御調郡八幡村の八幡城を本拠地とする国人・備後渋川氏当主である渋川義正の子として誕生。
母の八幡新造が安芸国国人・毛利弘元の次女にあたり、この縁から毛利家の保護下にあったが、家臣としての記録は無く、あくまで将軍家一門の名族・客将として家名を保った。
諱の「義」は、足利将軍家よりその通字を授与されたものであり、「満」は祖先にあたる渋川満行・満直父子が室町幕府3代将軍・足利義満より偏諱を受けた字を取ったものである。また、九州探題家渋川氏の末裔を称したことから、毛利家家中からは今探題と称された。
元亀3年（1572年）（または翌年）に死去し、名族としての備後渋川氏は義満の死を以って消滅したとされる。
『芸藩通志』では、「その子・新右衛門より里民」になったという。義満の娘には毛利輝元の仲介で旧守護・大内氏の庶家である冷泉隆豊の次男で毛利氏家臣の冷泉元満の正室となった娘と、毛利輝元の養女となって田中徳庵に嫁いだうか嶋がいる。